# Chińskie Stowarzyszenie Lekkoatletyczne
Chińskie Stowarzyszenie Lekkoatletyczne (chiń. 中国田径协会; pinyin Zhōngguó Tiánjìng Xiéhuì) – chińska narodowa federacja lekkoatletyczna. Siedziba znajduje się w Pekinie, a prezesem jest Duan Shijie. Federacja należy do AAA.
Federacja została założona w 1924 roku i była przyjęta do IAAF w 1954 roku.